# Ahmadou Kourouma
Ahmadou Kourouma (Boundiali, 24 de novembro de 1927 — Lyon, 11 de dezembro de 2003) foi um escritor costa-marfinense.

## Biografia
Nascido em 1927, em Boundiali, norte da Costa do Marfim, Ahmadou Kourouma era de origem malinké, uma das várias etnias presente em diferentes países no oeste da África. Ahmadou significa "guerreiro" na língua malinké. Educado por um de seus tios, ele deu seqüência a seus estudos em Bamako em Mali. De 1950 a 1954 (durante a colonização francesa), ele foi tirailleur sénégalais (corporação do exército francês composta por soldados recrutado nas colônias francesas no oeste da África) na Indochina, antes de se mudar para a França para estudar matemática em Lyon          
Em 1960, após a independência da Costa do Marfim, ele voltou a viver em seu país natal, porém começou rapidamente a ficar descontente com o regime do presidente Félix Houphouët-Boigny. Kourouma esteve preso antes de partir para o exílio em diversos países como Argélia, de 1964 a 1969, em Camarões, de 1974 a 1984, no Togo, de 1984 a 1994, antes de retornar à Costa do Marfim.  
Em 1970, Kourouma publicou seu primeiro romance Les soleils des indépendances (Os Sóis da independência) que traz um olhar bastante crítico sobre os governos posteriores ao fim da colonização. Vinte anos depois, ele publicou seu segundo livro Monnè, outrages et défis (Monnè, ultrajes e desafios), onde ele retrata um período da era colonial. Em 1994, ele publica En attendant le vote des bêtes sauvages (A espera do voto das bestas selvagens), que narra a história de um caçador da "tribo dos homens nus" que se torna ditador (nesse livro pode-se reconhecer facilmente a figura do presidente togolense Gnassingbé Eyadéma). Com  En attendant..., ele venceu o Prix du Livre Inter (Prêmio literário criado em 1975 concedido anualmente pela Rádio France Inter a obras escritas em francês). Em 2000, é publicado Allah n’est pas obligé (tradução literal: Alá não é obrigado, título no Brasil: Alá e as crianças soldados) que narra a história de uma criança maliké que, após a morte de sua mãe, parte para a Libéria em busca de sua tia e, no meio do caminho, acaba se tornado uma criança soldado. Com esse livro Kouruma ganhou os prêmios Renaudot (importante prêmio literário francê criado em 1926 por jornalistas e críticos literários) e Prix Goncourt des lycéens (prêmio de literatura francesa criado pela Fnac em 1988). 
Em setembro de 2002, a guerra civil eclodiu na Costa do Marfim, ele tomou posição contra os Ivoirité (cerca de um terço da população do país com uma identidade cultural comum, formada essencialmente por estrangeiros) e em favor da restauração da paz em seu país. "Uma extravagância que nos conduzirá ao caos" disse na ocasião. Ele foi acusado pelos jornais partidários do presidente Laurent Gbagbo de apoiar os rebeldes do norte. 
Ahmadou Kourouma morreu em 2003, nessa época ele estava trabalhando no romance Quand on refuse on dit non (Quando se recusa se diz não), uma seqüência de Allah n'est pas obligé, que narra a volta de Birahima, a criança-soldado do romance anterior, , que retornando à vida civil à Daloa na Costa do Marfim e vive o conflito costa-marfinense. O livro foi editado após a sua morte.
Em 2004, o Salão Internacional do Livro instituiu o prêmio Ahmadou Kourouma para laurear romances ou ensaios sobre a áfrica negra.

### Teatro
- 1972 Tougnantigui ou le Diseur de vérité

### Romances
- 1968 Os sóis das indepdendências - no original Les Soleils des indépendances
- 1990 Monnè, outrages et défis
- 1994 En attendant le vote des bêtes sauvages
- 2000 Brasil: Alá e as crianças-soldados / Portugal: Alá não é obrigado - no original Allah n’est pas obligé
- 2004 Quand on refuse on dit non

### Livros para crianças
- 1998Yacouba, chasseur africain
- 2000 Le griot, homme de parole
- 2000 Le chasseur, héros africain
- 2000 Le forgeron, homme de savoir
- 2000 Prince, suzerain actif